# Theligonum cynocrambe
Theligonum cynocrambe är en måreväxtart som beskrevs av Carl von Linné. Theligonum cynocrambe ingår i släktet Theligonum och familjen måreväxter. Inga underarter finns listade i Catalogue of Life.